# Horst von Einsiedel
Horst von Einsiedel (ur. 7 czerwca 1905 w Dreźnie, zm. 25 lutego 1947 w sowieckim obozie Sachsenhausen) – niemiecki prawnik, ekonomista, opozycjonista w okresie III Rzeszy, członek Kręgu z Krzyżowej.

## Życiorys
Urodził się jako drugi syn w małżeństwie drezdeńskiej pary lekarskiej. W latach dwudziestych XX wieku studiował na Uniwersytecie Wrocławskim prawo i politologię. Po zdaniu egzaminu referendarskiego, w 1930 roku wstąpił do SPD (Socjaldemokratycznej Partii Niemiec). W 1934 objął posadę w Statystycznym Urzędzie Rzeszy w Berlinie, którą jednak wkrótce z powodów politycznych musiał opuścić. Po zwolnieniu pracował w Urzędzie Rzeszy ds. Chemii. To wówczas jednym z jego najbliższych kolegów został Otto Heinrich von der Gablentz.
Od 1939 należał do Kręgu z Krzyżowej. Związany był blisko z Helmutem Jamesem hrabią von Moltke – znał go wcześniej jeszcze z czasów wspólnej działalności społecznej w tzw. Löwenberger Arbeitsgemeinschaft. W ramach działalności w Kręgu z Krzyżowej, wspólnie z Moltkem i Peterem hrabią Yorck, opracowywał problematykę zasadniczych kwestii gospodarczo-politycznych, natomiast od 1942 skupił się na zagadnieniach polityki rolnej. Wziął udział w drugim i trzecim zjeździe w Krzyżowej i wspólnie z Carlem Dietrichem von Trothem wywarł duży wpływ na gospodarczo-polityczne dyskusje w Kręgu.
Po nieudanym zamachu z 20 lipca 1944 roku, dzięki szczęśliwemu zbiegowi okoliczności, udało się mu w ukryciu dożyć w Berlinie końca wojny. W sierpniu 1945 roku objął Wydział Zarządu nad Gospodarką w berlińskim magistracie, ale już w październiku tegoż roku został aresztowany przez sowiecką tajną policję. Zmarł 25 lutego 1947 roku w niewyjaśnionych okolicznościach w sowieckim obozie internowania Sachsenhausen.